# Primera categoria del Campionat de Catalunya de futbol 1922-1923
Resultats de la lliga de Primera categoria del Campionat de Catalunya de futbol 1922-1923.

## Sistema de competició
La competició, anomenada Primera Categoria A, va ser disputada per 6 equips en un grup únic. El primer classificat es proclamà campió de Catalunya i es classificà per disputar el Campionat d'Espanya. El sisè classificat disputà la promoció de descens.

## Classificació final
| Pos | Equip                  | PJ | PG | PE | PP | GF | GC | DG  | Pts | Classificació |
| --- | ---------------------- | -- | -- | -- | -- | -- | -- | --- | --- | ------------- |
| 1   | CE Europa (C)          | 10 | 8  | 1  | 1  | 27 | 10 | +17 | 17  | Campió        |
| 2   | FC Barcelona           | 10 | 8  | 1  | 1  | 24 | 9  | +15 | 17  |               |
| 3   | CE Sabadell            | 10 | 4  | 1  | 5  | 15 | 16 | −1  | 9   |               |
| 4   | RCD Espanyol           | 10 | 3  | 1  | 6  | 8  | 13 | −5  | 7   |               |
| 5   | UE Sants               | 10 | 3  | 0  | 7  | 14 | 24 | −10 | 6   |               |
| 6   | L'Avenç de l'Sport (R) | 10 | 2  | 0  | 8  | 9  | 25 | −16 | 4   | Promoció      |

La UE Sants agafà el lloc a la màxima categoria de l'Internacional. Durant la temporada s'inaugurà l'Estadi de Sarrià.
Europa i Barcelona van acabar empatats a punts i van haver de disputar un partit final per decidir el campió. L'Europa el guanyà i es proclamà per primer cop campió de Catalunya. L'Avenç disputà la promoció amb el primer de Primera B.
| CE Europa | 1 - 0 | FC Barcelona |
| --------- | ----- | ------------ |
| Alcázar   |       |              |

 Camp de Vista Alegre, Girona

## Resultats
| Primera volta | Primera volta | Primera volta        | Primera volta |
| Jornada       | Data          | Local - Visitant     | Resultat      |
| ------------- | ------------- | -------------------- | ------------- |
| 1             | 08-10-1922    | Sabadell - Barcelona | 2-0           |
| 1             | 08-10-1922    | Sants - Avenç        | 4-2           |
| 1             | 26-11-1922    | Europa - Espanyol    | 1-0           |
| 2             | 15-10-1922    | Avenç - Espanyol     | 2-0           |
| 2             | 15-10-1922    | Europa - Sabadell    | 2-1           |
| 2             | 26-11-1922    | Sants - Barcelona    | 1-3           |
| 3             | 22-10-1922    | Espanyol - Sabadell  | 0-0           |
| 3             | 22-10-1922    | Sans - Europa        | 1-3           |
| 3             | 22-10-1922    | Barcelona - Avenç    | 4-1           |
| 4             | 05-11-1922    | Barcelona - Europa   | 2-0           |
| 4             | 05-11-1922    | Sabadell - Avenç     | 3-0           |
| 4             | 11-02-1923    | Sants - Espanyol     | 0-1           |
| 5             | 12-11-1922    | Avenç - Europa       | 1-4           |
| 5             | 12-11-1922    | Barcelona - Espanyol | 1-0           |
| 5             | 12-11-1922    | Sabadell - Sants     | 1-2           |
|               |               |                      |               |

| Segona volta | Segona volta | Segona volta         | Segona volta |
| Jornada      | Data         | Local - Visitant     | Resultat     |
| ------------ | ------------ | -------------------- | ------------ |
| 6            | 03-12-1922   | Barcelona - Sabadell | 3-1          |
| 6            | 03-12-1922   | Avenç - Sants        | 2-1          |
| 6            | 04-03-1923   | Espanyol - Europa    | n/p          |
| 7            | 21-01-1923   | Espanyol - Avenç     | 2-0          |
| 7            | 21-01-1923   | Sabadell - Europa    | 1-7          |
| 7            | 11-03-1923   | Barcelona - Sants    | 4-1          |
| 8            | 28-01-1923   | Sabadell - Espanyol  | 3-0          |
| 8            | 28-01-1923   | Europa - Sants       | 3-1          |
| 8            | 28-01-1923   | Avenç - Barcelona    | c/p          |
| 9            | 15-03-1923   | Europa - Barcelona   | 2-2          |
| 9            | 18-02-1923   | Avenç - Sabadell     | 0-2          |
| 9            | 18-02-1923   | Espanyol - Sants     | 4-1          |
| 10           | 11-03-1923   | Europa - Avenç       | 5-1          |
| 10           | 18-03-1923   | Espanyol - Barcelona | 1-5          |
| 10           | 22-04-1923   | Sants - Sabadell     | 2-1          |
|              |              |                      |              |

## Golejadors
| Gols |                   |              |
| ---- | ----------------- | ------------ |
| 7    | Paulino Alcántara | FC Barcelona |
| 7    | Manuel Cros       | CE Europa    |
| 7    | Josep Julià       | CE Europa    |
| 6    | Vicenç Piera      | FC Barcelona |
| 6    | Climent Gràcia    | FC Barcelona |
| 6    | Esteve Pelaó      | CE Europa    |
| 5    | Francesc Tena II  | CE Sabadell  |
| 5    | Jaume Bertran     | CE Sabadell  |
| 5    | Joan Olivella     | CE Europa    |
|      |                   |              |

Notes
- Segons la premsa de l'època que es consulti els golejadors poden variar i en alguns casos poden no ser esmentats, per la qual cosa la classificació pot contenir errors.

## Promoció de descens
En els partits de promoció entre el darrer de Primera A i el campió de Primera B, el Martinenc derrotà l'Avenç, ascendint, per tant, a la màxima categoria i arrodonint així una gran una temporada del club.
| L'Avenç de l'Sport | 1 - 1 | FC Martinenc |
| ------------------ | ----- | ------------ |
| Molera             |       | Albadalejo   |

 Camp del CE Europa, Barcelona
| FC Martinenc | 1 - 0 | L'Avenç de l'Sport |
| ------------ | ----- | ------------------ |
| Costa        |       |                    |

 Camp de Les Corts, Barcelona